# Flyleaf (álbum)
Flyleaf es un álbum homónimo de la banda de metal alternativo y rock cristiano de Texas Flyleaf.
Flyleaf es primer álbum de larga duración. Fue Lanzado el 4 de octubre de 2005 en los Estados Unidos. El álbum tuvo una Reedición en el 2007, el álbum fue certificado Platino en el 2008.

## Ventas
La primera semana Flyleaf debutó en el puesto 121 en la Billboard 200, en el 2005.
Flyleaf vendido más de 13.000 copias del CD Edición Especial / DVD en la primera semana(2007). Ellos se saltearon 59 puestos en la Billboard 200 hasta el # 62. En la segunda semana de ventas Flyleaf quedó en el # 57. Hasta la fecha, ha vendido más de 1.000.000 de copias en EE.UU con lo que quedó con certificado de platino.
Según Billboard, el álbum quedó en el puesto 9 º en disco más vendido cristianos entre los años 2000 y 2010.

## Lista de canciones
| Standard Edition |                 |          |  |
| N.º              | Título          | Duración |  |
| 1.               | «I'm So Sick»   | 3:00     |  |
| 2.               | «Fully Alive»   | 2:47     |  |
| 3.               | «Perfect»       | 2:53     |  |
| 4.               | «Cassie»        | 2:58     |  |
| 5.               | «Sorrow»        | 2:50     |  |
| 6.               | «I'm Sorry»     | 2:47     |  |
| 7.               | «All Around Me» | 3:23     |  |
| 8.               | «Red Sam»       | 3:20     |  |
| 9.               | «There For You» | 2:54     |  |
| 10.              | «Breathe Today» | 2:31     |  |
| 11.              | «So I Thought»  | 4:50     |  |

### Relanzamiento en EE.UU.
Este lanzamiento incluye todas las pistas edición estándar además de versiones acústicas

de 5 de diferentes canciones del álbum. El álbum fue lanzado como un CD / DVD de la versión. También incluyó

un tono de llamada de bonificación deAll Around Me y un exclusivo afiche de color armario.

| N.º | Título                     | Duración |  |
| 12. | «Fully Alive» (acoustic)   | 2:16     |  |
| 13. | «Red Sam» (acoustic)       | 3:26     |  |
| 14. | «Cassie» (acoustic)        | 3:10     |  |
| 15. | «I'm So Sick» (acoustic)   | 2:59     |  |
| 16. | «All Around Me» (acoustic) | 3:21     |  |

## Promoción
El álbum fue enormemente publicitado en el sitio Purevolume. "I'm So Sick" aparece en el juego Rock Band y "Perfect aparece en el videojuego de PC/Mac Guitar Praise. Acordando a la Revista Rolling Stone, Flyleaf y Paramore son las bandas sobresaliente del 2008.

## Posicionamiento
| Listas (2005)-(2007) | Posición |
| -------------------- | -------- |
| Top Heatseekers      | 3        |
| The Billboard 200    | 57       |
| Top Christian Albums | 1        |